# Comunismo mundial
El comunismo mundial, también conocido como comunismo global, es una forma de comunismo que tiene un alcance internacional. El objetivo a largo plazo del comunismo mundial es una sociedad comunista mundial sin estado (sin ningún estado), que puede lograrse a través de un objetivo a medio plazo de una asociación voluntaria de estados soberanos (una alianza global) o un gobierno mundial (un solo estado mundial). Una serie de internacionales han trabajado hacia el comunismo mundial y han incluido la Primera Internacional, la Segunda Internacional, la Tercera Internacional (la Internacional Comunista o Comintern), la Cuarta Internacional, el Movimiento Internacionalista Revolucionario, el Movimiento Socialista Mundial y sus variantes. Se trata de un grupo bastante heterogéneo a pesar de su objetivo final común de una sociedad comunista global y sin Estado.
Durante la era estalinista, la idea del socialismo en un solo país, que muchos comunistas internacionales consideraban inviable, se convirtió en parte de la ideología del Partido Comunista de la Unión Soviética cuando Iósif Stalin y sus seguidores concluyeron que era ingenuo pensar que la revolución mundial era inminente. Esto provocó una gran desilusión entre muchos comunistas en todo el mundo, quienes coincidieron con Karl Marx y Vladimir Lenin en que el alcance internacional era vital para el éxito comunista. Otras corrientes del comunismo nacional, especialmente después de la Segunda Guerra Mundial, moderaron la popularidad del comunismo internacional antes de la guerra.
El final de la Guerra Fría, con las revoluciones de 1989 y la disolución de la Unión Soviética, a menudo se denomina la caída del comunismo. Sin embargo, algunos comunistas internacionales permanecen entre facciones de maoístas, trotskistas, comunistas de izquierda y algunos comunistas rusos actuales, entre otros.

## Era temprana (1917-1944)
La filosofía marxista sostenía que debido a que el capitalismo se había vuelto global (y por lo tanto se podía esperar que los capitalistas cooperaran internacionalmente para mantener el dominio en el conflicto de clases), el proletariado también necesitaría cooperar internacionalmente a través del internacionalismo proletario para evitar la subyugación continua a través de divide y vencerás (por lo tanto, el grito de guerra de "¡Proletarios del mundo, uníos! "). Desde este punto de vista, después de un período de socialismo internacional, la etapa terminal de desarrollo de la (futura) historia del comunismo sería el comunismo mundial. Tal teoría puede tratar el comunismo mundial como un resultado final pacífico y próspero, algo que casi cualquiera podría respaldar, pero es la transición al comunismo mundial lo que es polémico. El comunismo mundial se logrará mediante la revolución mundial, según una teoría que fue popular en el período de 1917 a alrededor de 1933 (al menos). El comunismo mundial es incompatible con la existencia de estados nacionales porque la mayoría de los comunistas creen que las naciones deben unirse, ya sea en uniones supranacionales de estados soberanos o en un gobierno mundial, hasta el momento en que ocurra la abolición del estado o la extinción del estado porque el gobierno ya no se requerirá instituciones estatales. En otras palabras, la gente de una sociedad comunista se autogobernaría a través de una democracia directa tan directa que el estado ni siquiera existiría.

Bandera de la República Soviética de China que representa una hoz y un martillo que se extienden por todo el mundo, ya que las internacionalistas proletarias creían que uno de los objetivos de una revolución comunista era asegurar otra revolución exitosa en otros lugares

La abolición del Estado no es en sí misma una doctrina distintivamente marxista. En algún momento sucedió en cualquiera de los países en poder de varios pensadores socialistas y anarquistas del siglo XIX, así como algunos anarquistas de la actualidad (los libertarios son típicamente antiestatistas en un sentido sutilmente diferente, en el sentido de que apoyan un gobierno pequeño aunque no ausencia de gobierno o estado). El quid aquí es un texto de Friedrich Engels, de su Anti-Dühring. A menudo se cita como "El estado no está 'abolido', se marchita". Esto es del trabajo pionero del materialismo histórico, una formulación de la idea de Marx de una concepción materialista de la historia. La extinción del Estado es una formulación gráfica, que ha pasado a ser un cliché. La traducción (Engels estaba escribiendo en alemán) también se da como: "El estado no está 'abolido'. Se extingue". La referencia a todo el pasaje muestra que esto sucede sólo después de que el proletariado se ha apoderado de los medios de producción. El esquema es, pues, revolución, período de transición, período último. Aunque el período final suene a utopía, Marx y Engels no se consideraban socialistas utópicos, sino socialistas científicos. Consideraron la violencia necesaria para la resistencia a la esclavitud asalariada.
Mientras que para Engels el período de transición se redujo a un solo acto, para Lenin treinta o cuarenta años después se había vuelto extenso y "obviamente largo". En el mismo lugar, argumenta con fuerza que la concepción de la sociedad comunista de Marx no es utópica, sino que toma en cuenta la herencia de lo que vino antes.
Esto da, al menos aproximadamente, la posición sobre el comunismo mundial tal como se estableció el Komintern en 1919: la revolución mundial es necesaria para el establecimiento del comunismo mundial, pero no como un evento inmediato o claramente suficiente.

## Era estalinista y de la Guerra Fría (1947-1991)
Durante la era estalinista, la idea del socialismo en un solo país, que muchos internacionalistas consideraban impracticable, pasó a formar parte de la ideología del Partido Comunista de la Unión Soviética cuando Stalin y sus partidarios llegaron a la conclusión de que el período de transición sería realmente muy largo y complicado. Los defensores del socialismo en un solo país no habían abandonado la meta del comunismo mundial definitivo, pero consideraban ingenuo pensar que la revolución mundial era inminente. Así, la Unión Soviética disolvió la Tercera Internacional durante la Segunda Guerra Mundial. Sin embargo, Stalin no tenía la intención de implementar el aislacionismo a pesar de este enfoque de un solo país. A pesar de conservar la terminología bolchevique anterior que equiparaba al imperialismo con el capitalismo y, por lo tanto, desacreditaba el imperio, la Unión Soviética persiguió un imperio de facto de estados satélites, similar en formas al Imperio ruso zarista, aunque la ideología soviética no podía admitir eso, para contrarrestar la influencia de los países capitalistas. También apoyó el socialismo revolucionario en todo el mundo para continuar trabajando hacia el comunismo mundial, por distante que sea. Así respaldó al Movimiento 26 de Julio en la Revolución Cubana, a los norvietnamitas en la Guerra de Vietnam y al MPLA en la guerra civil de Angola. La teoría del dominó de la Guerra Fría fue impulsada por esta intención, ya que los anticomunistas temían que el aislacionismo de los países capitalistas llevaría al colapso de su autodefensa.

## Colapso y supervivencia
El socialismo sobrevivió en China, Corea del Norte, Vietnam, Laos y Cuba, luego de severas crisis internas. En 1989-1991 se derrumbó el control del partido en otros estados comunistas, que luego entraron en el poscomunismo. Yugoslavia se sumergió en una serie larga y compleja de guerras entre grupos étnicos. Los movimientos comunistas de orientación soviética colapsaron en países donde no estaba en control.
El comunismo internacional no ha reaparecido. Sin embargo, algunos comunistas internacionales permanecen entre algunas facciones de maoístas, comunistas de izquierda, algunos comunistas rusos actuales y otros.

## Otras lecturas
- Bown, Archie. The Rise and Fall of Communism (2009).
- Kotkin, Stephen. Armageddon Averted: The Soviet Collapse, 1970-2000 (2nd ed. 2008)
- Pons, Silvio; Quinn-Smith, Stephen A., eds. (2017). «World Revolution and Socialism in One Country, 1917-1941». The Cambridge History of Communism 1. Cambridge University Press. ISBN 9781316137024. doi:10.1017/9781316137024.
  - Naimark, Norman; Pons, Silvio; Quinn-Judge, Sophie, eds. (2017). «The Socialist Camp and World Power, 1941-1960s». The Cambridge History of Communism 2. Cambridge University Press. ISBN 9781316459850. doi:10.1017/9781316459850.
  - Fürst, Juliane, Silvio Pons and Mark Selden, eds. The Cambridge History of Communism (Volume 3): Endgames? Late Communism in Global Perspective, 1968 to the Present (2017)
- Pons, Silvio, and Robert Service, eds. A Dictionary of 20th-Century Communism (2010).
- Priestland, David (2010). The Red Flag: Communism and the Making of the Modern World (en inglés). Penguin. pp. 5-7. ISBN 978-0140295207.
- Service, Robert (2007). Comrades!: A History of World Communism (en inglés). Cambridge: Harvard University Press. ISBN 978-0-674-02530-1.

- Datos: Q4357521